# 아르마비르 (아르메니아)
아르마비르(아르메니아어: Արմավիր)는 아르메니아 서부에 위치한 도시로, 아르마비르 주의 주도이다. 1989년 인구 조사 당시까지만 해도 도시 전체 인구는 46,900명을 기록했지만 2001년 인구 조사에서는 32,034명, 2008년 인구 조사에서는 26,387명을 기록하면서 인구가 점차 줄어들고 있다. 러시아의 도시인 아르마비르는 19세기 아르메니아인들이 도시를 건설한 데서 붙여진 이름이다.
기원전 331년 아케메네스 제국으로부터 독립한 예르반드 왕조가 아르메니아의 수도로 삼았던 도시이며 1932년 이전까지는 사르다라파트(Sardarapat)라고 불렀다. 소련 시대였던 1935년에는 1917년에 일어난 10월 혁명을 기념하기 위해 혹템베랸(아르메니아어: Հոկտեմբերյան, Hoktemberyan)이라는 이름으로 바꿨다. 아르메니아가 소련으로부터 독립을 선언한 1992년 도시 이름을 아르마비르로 변경하여 오늘에 이른다.

## 기후
| Armavir의 기후           | Armavir의 기후 | Armavir의 기후 | Armavir의 기후 | Armavir의 기후 | Armavir의 기후 | Armavir의 기후 | Armavir의 기후 | Armavir의 기후 | Armavir의 기후 | Armavir의 기후 | Armavir의 기후 | Armavir의 기후 | Armavir의 기후 |
| 월                       | 1월            | 2월            | 3월            | 4월            | 5월            | 6월            | 7월            | 8월            | 9월            | 10월           | 11월           | 12월           | 연간           |
| ------------------------ | -------------- | -------------- | -------------- | -------------- | -------------- | -------------- | -------------- | -------------- | -------------- | -------------- | -------------- | -------------- | -------------- |
| 일평균 최고 기온 °C (°F) | 1.5 (34.7)     | 4.2 (39.6)     | 11.3 (52.3)    | 19.0 (66.2)    | 24.0 (75.2)    | 28.4 (83.1)    | 32.6 (90.7)    | 32.1 (89.8)    | 28.2 (82.8)    | 20.3 (68.5)    | 12.3 (54.1)    | 4.8 (40.6)     | 18.2 (64.8)    |
| 일일 평균 기온 °C (°F)   | −3.2 (26.2)    | −0.8 (30.6)    | 5.6 (42.1)     | 12.5 (54.5)    | 17.1 (62.8)    | 21.0 (69.8)    | 25.0 (77.0)    | 24.4 (75.9)    | 20.1 (68.2)    | 13.1 (55.6)    | 6.6 (43.9)     | 0.5 (32.9)     | 11.8 (53.3)    |
| 일평균 최저 기온 °C (°F) | −7.9 (17.8)    | −5.6 (21.9)    | −0.1 (31.8)    | 6.0 (42.8)     | 10.3 (50.5)    | 13.7 (56.7)    | 17.5 (63.5)    | 16.8 (62.2)    | 12.0 (53.6)    | 5.9 (42.6)     | 0.9 (33.6)     | −3.8 (25.2)    | 5.5 (41.9)     |
| 평균 강수량 mm (인치)    | 19 (0.7)       | 22 (0.9)       | 24 (0.9)       | 35 (1.4)       | 52 (2.0)       | 35 (1.4)       | 17 (0.7)       | 13 (0.5)       | 15 (0.6)       | 31 (1.2)       | 24 (0.9)       | 18 (0.7)       | 305 (11.9)     |
| 출처: Climate-Data.org   |                |                |                |                |                |                |                |                |                |                |                |                |                |

## 같이 보기
- 아르마비르 (러시아)